# Neocallotillus
Genre
Neocallotillus est un genre d'insectes coléoptères de la famille des Cleridae et de la sous-famille des Tillinae.

## Liste d'espèces
Selon NCBI (29 janvier 2021) :
- Neocallotillus elegans (Erichson, 1847)

## Publication originale
- (en) Alan Burke et Gregory Zolnerowich, « Taxonomic revision of the New World genus Callotillus Wolcott (Cleridae, Tillinae), with the description of the new genus Neocallotillus, and an illustrated key of identification to species », ZooKeys, Sofia, Pensoft Publishers (d), vol. 617,‎ 15 septembre 2016, p. 65–89 (ISSN 1313-2989 et 1313-2970, OCLC 248547717, PMID 27667955, PMCID 5027771, DOI 10.3897/ZOOKEYS.617.9970, lire en ligne).